# Anna Czerwińska

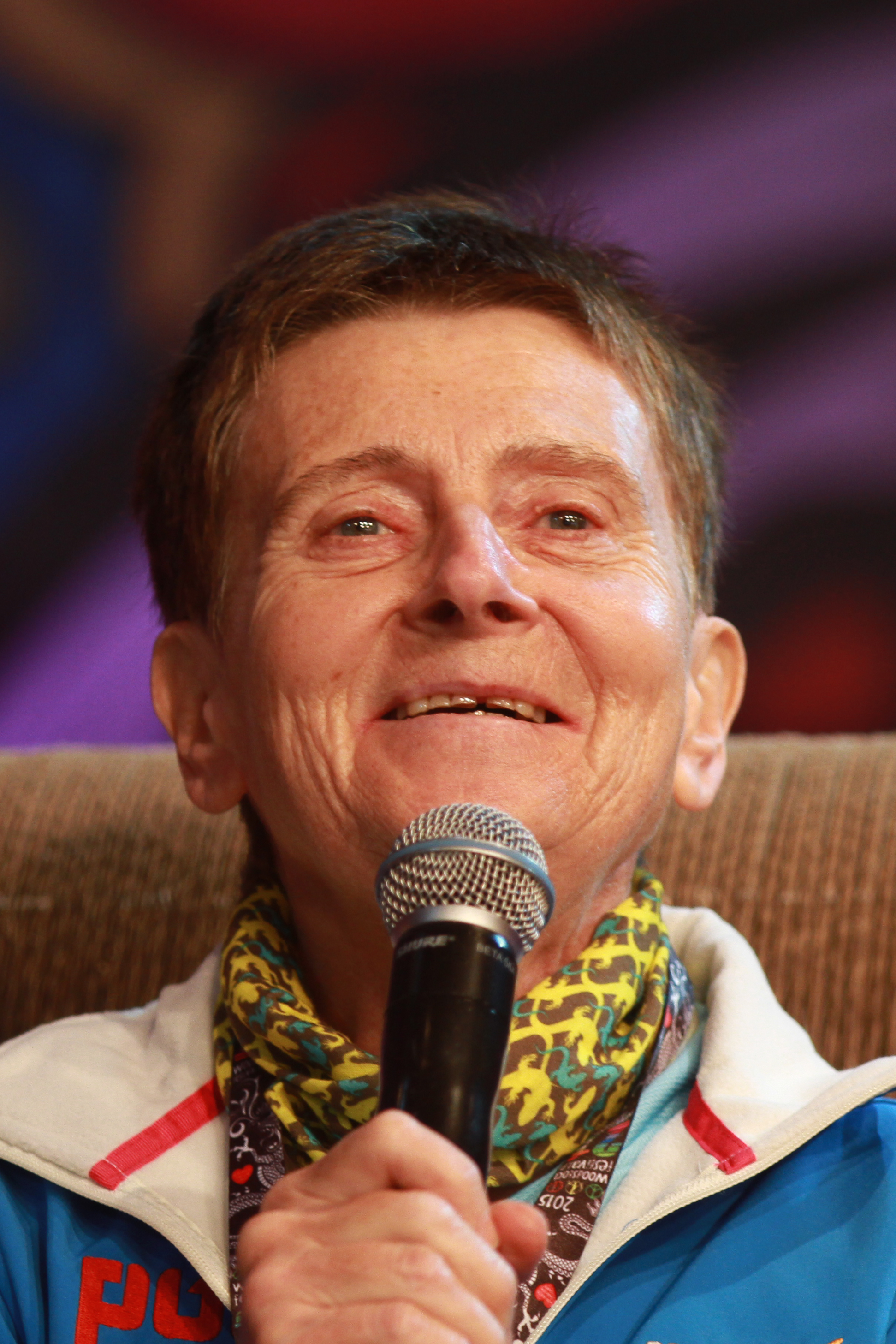
Anna Czerwińska auf der Haltestelle Woodstock 2015

Anna Czerwińska (* 10. Juli 1949 in Warschau; † 31. Januar 2023) war eine polnische Alpinistin.

## Leben
Im Jahr 1975 nahm Anna Czerwińska an einer Expedition auf Gasherbrum II und III im Karakorum teil. Aufmerksamkeit erregte sie im Sommer 1977, als sie mit anderen Bergsteigerinnen die Nordwand des Matterhorns bestieg. 1979 bestieg sie gemeinsam mit Krystyna Palmowska den Rakaposhi und wählte dabei eine neue Route. Im Jahr 1983 erkletterte sie wiederum mit Palmowska den Broad Peak und 1985 dann den Nanga Parbat. An dieser Exkursion nahm auch Wanda Rutkiewicz teil. Es war das erste Mal, dass der Parbat von Frauen bezwungen wurde. Es folgte im Mai 2000 der Mount Everest und 2001 der Lhotse und der Cho Oyu.
Anna Czerwińska ist auch die erste Polin, die jeweils die höchsten Berge aller Kontinente, die Seven Summits erstieg.